# DBUs U/21-turnering
DBUs U/21-turnering (DM for U/21-hold eller Paaskebrød U/21) er en fodboldturnering, som administreres af DBU, og er for klubber og fælleshold (hvor to eller flere klubber går sammen om at stille et fælles hold).
Holdene skal stille med U/21-spillere, og spillere skal derfor på kampdagen være fyldt 16 år og må ikke være fyldt 21 år den 1. januar i året hvor turneringens indledende runder påbegyndes. Dog må to af et holds spillere være ældre end 21 år. 
Turneringen indledes i efteråret og afsluttes det følgende forår.

## Vindere af DM for U/21-hold
- 2006: Vejle Boldklub
- 2005: Herfølge
- 2004: Esbjerg fB
- 2003: Farum BK
- 2001: FC Midtjylland
- 1998: Esbjerg fB

## Links/Henvisninger
- DBU
- Årets U/21-turnering Arkiveret 11. marts 2007 hos  Wayback Machine